# ماوريسيو ألبورنوز
ماوريسيو ألبورنوز (بالسويدية: Mauricio Albornoz)‏ هو لاعب كرة قدم سويدي، ولد في 10 مارس 1988 في بلدية أبلاندس-برو في السويد. شارك مع منتخب السويد تحت 21 سنة لكرة القدم. أما مع النوادي، فقد لعب مع أتفدابيرجس ونادي برومابويكارنا ونادي غوتبورغ.

## وصلات خارجية
- ماوريسيو ألبورنوز على موقع اتحاد السويد (السويدية)
- ماوريسيو ألبورنوز على موقع قاعدة بيانات كرة القدم.إي يو (الإنجليزية)
- ماوريسيو ألبورنوز على موقع Soccerway.com (الإنجليزية)